# Sittas
Sittas (grecki: Σίττας) – bizantyjski dowódca wojskowy w czasie rządów Justyniana. Sittas, Sitas lub Tzittas było najwyraźniej przezwiskiem; zapewne osobiste nazwa generała było Ursicius. Nieznana jest jego data narodzin, został zabity w walce natomiast około 538 roku. Nie wiadomo również zbyt wiele o jego pochodzeniu, historycy spekulują, że mógł być Gotem lub Trakiem, ale brakuje na to dowodów. W czasie wojny iberyjskiej Sittas dowodził wojskami bizantyjskimi w Armenii. Zwyciężył Persów między innymi w bitwie pod Satalą. Sittas był mężem Komito, starszej siostry cesarzowej Teodory, miał więc powiązania z dynastią panującą.

## Życie
Sittas pojawia się w źródłach jako doryphoros, czyli członek straży Justyniana I. Następnie awansowany zostaje na maigstra militium per Orientem. W 527 roku razem z Belizariuszem dokonuje inwazji na tereny Persarmenii, gdzie stacza kilka zwycięskich potyczek i bierze do niewoli wielu Ormian. Prawdopodobnie planował zająć cały teren marzbanatu, ale zostaje odparty przez dwóch wodzów ormiańskich: Aratiusza i Narsesa.  
W 528 roku Sittas zostaje mianowany magistrem militium per Armeniam z zadaniem walki o resztę Armenii z Persami. Chcąc zyskać sobie poparcie nowych poddanych rekrutował do lokalnej administracji wielu Ormian. Udało mu się także zatrzymać najazdy Makronów, jednego z wojowniczych plemion kaukaskich. Po klęsce nawrócili się oni na chrześcijaństwo i przeszli na służbę bizantyjską. Udawało mu się także bronić bizantyjskiej Armenii przez najazdami Persów i plemion ormiańskich z Persarmenii. 
W 530 roku Sittas awansuje na magistra militium praesentalis i tego samego roku razem z Doroteuszem zwyciężą Persów pod murami Teodozjopolis, zmuszając ich do wycofania się. Latem 530 roku Persowie powracają, tym razem omijają Teodozopolis i rozbijają obóz pod Satalą. Sittas wykorzystując podstęp pokonuje wojska Mir-Miroe i niemal całkowicie je rozbija. Po tej klęsce Persowie przestają być aktywni na froncie armeńskim a wielu wodzów z Persarmenii przechodzi na stronę Cesarstwa. 
Po klęsce Belizariusza w bitwie pod Callinicum zastępuje go na stanowisku głównodowodzącego na terenie Mezopotamii. W tym samym roku umiera szach Kawad I a jego syn Chosrow I Anoszirwan, zagrożony przez opozycję wewnętrzną, zawiera z Bizancjum pokój na mocy którego sytuacja terytorialna wraca do stanu sprzed wojny, ale Cesarstwo musi zapłacić duży trybut w złocie.   
Za swoje zasługi w 535 roku dostaje tytuł patrycjusza. Tego samego roku prowadzi kampanię przeciwko Bułgarom w Mezji, która kończy się jego zwycięstwem. W 536 roku zostaje podniesiony do rangi konsula. W 538 roku w Armenii dochodzi do buntu z powodu wysokich podatków. Sittas przybył na miejsce aby negocjować z buntownikami, ale porozumienia nie udało się osiągnąć. Stanął więc na czele wojsk bizantyjskich i ruszył przeciwko buntownikom. Zginął zabity przez wojska jednego z przywódców rebelii (Artabanesa lub Salomona).